# Ioanel Sinescu
Ioanel Sinescu (n. 8 decembrie 1951, Movileni, România) este un medic român, fost rector al Universității de Medicină și Farmacie „Carol Davila” din București. Este membru titular al Academiei Române (din 2011).

## Educație
După studiile din Iași și Câmpulung Moldovenesc, între 1971 și 1977, a urmat cursurile Facultății de Medicină Generală „Carol Davila” București, finalizându-le ca șef de promoție la - Secția Militară – cu o medie generală 9,97. În 1977 și-a susținut public "Lucrarea de Diplomă" intitulată: “Lavajul peritoneal continuu în peritonitele acute grave“, elaborată sub coordonarea Conf. Dr. M. Ciurel.
Între 1976 și 1979 a fost intern în grupa specialităților chirurgicale urmând stagii de pregătire la Spitalul de Urgență "Floreasca", Spitalul Militar Central, Spitalul "Sfântul Pantelimon", Spitalul Clinic "Fundeni" din București, specializându-se în chirurgie.

## Carieră
Din 1980 și-a început programul de pregătire ca medic secundar urolog și asistent universitar stagiar, la Clinica de Chirurgie Urologică, Spitalul "Fundeni", U.M.F. "Carol Davila", București. În 1983 obține prin concurs pozițiile de medic specialist urolog și asistent universitar, cu post stabil în Spitalul Fundeni din capitală, unde își desfășoară activitatea și în prezent.
Pe parcursul pregătirii medicale a efectuat numeroase stagii de perfecționare în țară și străinătate centrate pe patologia urologică și transplantul renal printre care cele mai importante au fost:
-      1984 Stagiu de perfecționare în S.U.A., în microchirurgia urologică (University of California, Los Angeles și University of Louisville, Louisville, Kentucky).
-      1989 - Stagiu de perfecționare în Germania (Hamburg și Munchen) în litotriție extracorporeală (E.S.W.L.) și endourologie.
-      1991-1992 Stagiu de perfecționare în Urologie (Oncologie urologică, Chirurgie reconstructivă, Endourologie și Transplant renal), Paris, Franța.
-      1993 - 1994:  - Stagiu de perfecționare în Oncologie Urologică, Chirurgie Reconstructivă și Transplant Renal (Recoltarea de Organe de la cadavru și grefare) în S.U.A. (University of Louisville, Louisville, Kentucky, Case Western Reserve University, Cleveland, Ohio și Cleveland Clinic Foundation Cleveland, Ohio).
A devenit Doctor în Medicină în 1988 la UMF „Carol Davila”, în urma susținerii publice a lucrării de doctorat cu tema: "Aortografia abdominală globală și arteriografia selectivă în diagnosticul și tratamentul afecțiunilor aparatului urinar”.
În 1990 devine prin concurs medic primar urolog și șef de lucrări, la U.M.F. "Carol Davila", Catedra de Urologie, Clinica de Chirurgie Urologică a Spitalului "Fundeni". Din 1993 prin concurs obține poziția de Conferențiar Universitar și la 1 octombrie 1997, ajunge la conducerea Clinicii de Chirurgie Urologică, Dializă și Transplant Renal al Institutului Clinic Fundeni. 
În anul 1988 devine profesor universitar prin concurs la catedra de Urologie UMF “Carol Davila”.
Desfășoară o activitate extensivă de cercetare, prin coordonarea de lucrări de diploma și de doctorat, participarea la proiecte de cercetare și la studii clinice care s-au materializat printr-o bogată activitate publicistică până în prezent:
La nivel internațional:
- 3 Capitole de cărți publicate la edituri internaționale
- 16 Articole publicate în reviste de specialitate de circulație internațională 
- 213 Lucrări prezentate la congrese internaționale și studii apărute în reviste de specialitate de circulație internațională recunoscute și cotate ISI
- 135 Lucrări științifice comunicate la manifestări internaționale și studii publicate în reviste de specialitate 
La nivel național:
- 17 Tratate și monografii
- 13 Articole publicate în reviste naționale recunoscute și cotate ISI (CNCSIS-A+) (PubMed=7)
- 192 Articole publicate în reviste naționale recunoscute CNCSIS (B+=89, C=5, D=98) (PubMed=22)
- 810 Lucrări științifice comunicate la manifestări naționale cu participare internațională și studii publicate în reviste naționale recunoscute. 
În paralel cu practicarea activității medicale și de cercetare, are și o activitate managerială începută în perioada 1997–2006, când a ocupat funcția de director medical al spitalului „Fundeni”. Între 2008–2009 a deținut poziția de director al Centrului Național de Perfecționare în Domeniul Sanitar din Ministerul Sănătății de la București, iar din 2009 până în 2010 a fost manager al Institutului Clinic de Uronefrologie și Transplant Renal Fundeni, București.
Începând cu anul 2012 a fost ales în poziția de Rector al Universității de Medicină și Farmacie “Carol Davila” poziție pe care o ocupă și în prezent, în cadrul celui de-al doilea mandat, început din 2016.

## Controverse
Poziția lui Sinescu pe postul de prorector a fost atacată în vara anului 2007, când a fost acuzat de către ziarele Ziua și Gardianul că a copiat fragmente întregi și grafice dintr-un tratat apărut în Statele Unite în 1957, în lucrarea sa „Urologie clinică” din 1998. Dovada a venit atunci când editura americană în cauză a anunțat că nu a autorizat reproducerea. Asemănările între cele două lucrări sunt izbitoare: titlurile capitolelor sunt identice, iar frazele de deschidere ale acestora diferă doar ca topică. Profesorul Sinescu a explicat că nu a pretins niciodată că lucrarea sa ar fi originală. Cu toate acestea, a semnat-o și a trecut-o în propriul CV. Mai multe ONG-uri și publicații au analizat cele două lucrări și au constatat că lucrarea „Urologie clinică” publicată „sub redacția Ioanel Sinescu” în 1998 la Editura Medicală AMALTEA, București, este plagiată din lucrarea „General urology”, 9th edition, semnată de Donald R Smith, publicată la Lange Medical Publications, Los Altos, California 94022, în 1978.
Ioanel Sinescu este acuzat și de autoplagiat și triplicat: articolul „Highlights in the Minimally Invasive Treatment of SUI in Women”, publicat în Journal of Medicine and Life (vol. 4, nr. 3, pp. 275-279, 2011), este o traducere a lucrării publicate anterior, în 2010: „Tratamentul modern minim invaziv al incontinenței urinare de efort – este transplantarea celulară o soluție?”, semnat de C. Surcel, C. Chibelean, A. Iordache, C. Mirvald, C. Gingu, S. Margaristis, R. Stoica, C. Codoiu, M. Țucă, C. Sinescu, C. Savu, R. Marksteiner și I. Sinescu, Revista Română de Urologie (vol.9, nr.4, pp.27-32).
Aceste acuzații de plagiat au fost însă respinse, pe motiv că sunt nefondate, prin decizii ale Comisiei de Etică a U.M.F. “Carol Davila” din 10.09.2007, a Consiliului Național de Etică a Cercetării Științifice, Dezvoltării Tehnologice și Inovării Nr. 604/25.05.2012, precum și Decizia Civilă Definitivă a Tribunalului București Nr. 628/24.05.2011.